# Phyllarthrius unicolor
Phyllarthrius unicolor là một loài bọ cánh cứng trong họ Cerambycidae.